# Colley Cibber
Colley Cibber, také Cooley Cibber (6. listopadu 1671 Londýn – 12. listopadu 1757 tamtéž) byl britský herec, divadelní režisér, impresário, dramatik a básník.

## Život
Colley Cibber byl synem sochaře Caja Gabriela Cibbera a jeho druhé manželky Jane Colley (1646–1697). Měl vlastní divadelní soubor v divadle Royal Drury Lane v Londýně a pro něj napsal několik divadelních her. Kromě svých vlastních her adaptoval pod svým jménem pro soubor i hry jiných autorů (včetně her Williama Shakespeara a Molièra) a byl za to opakovaně kritizován.
Cibber sám sebe považoval především jako herce. Měl velký úspěch v komických rolích. Méně se mu dařilo v rolích tragických. Za jejich ztvárnění byl často obětí posměchu. Jako manažer divadla Royal Drury Lane objevil již v raném věku herečku a operní zpěvačku Kitty Clive.
Svými současníky nebyl příliš oblíben. Opakovaně byl obviňován z nevkusných divadelních inscenací, pochybných obchodních metod a politického a sociálního oportunismu. Titul královského dvorního básníka údajně obdržel pouze kvůli svým stykům. Byl také jedním z terčů satirické básně Alexandera Popea The Dunciad (Hlupiáda).
Napsal také svou autobiografii An apology for the life of Mr. Colley Cibber (1740), která je vynikajícím zdrojem informací o divadle první poloviny 18. století. Cibber tak vytvořil tradici epických autobiografií, bohatých na anekdotické příběhy. Současníci připisovaly autorství této autobiografie spisovateli Henrymu Fieldingovi.
Zemřel v Londýně 12. listopadu 1757 stár 86 let.

## Dílo

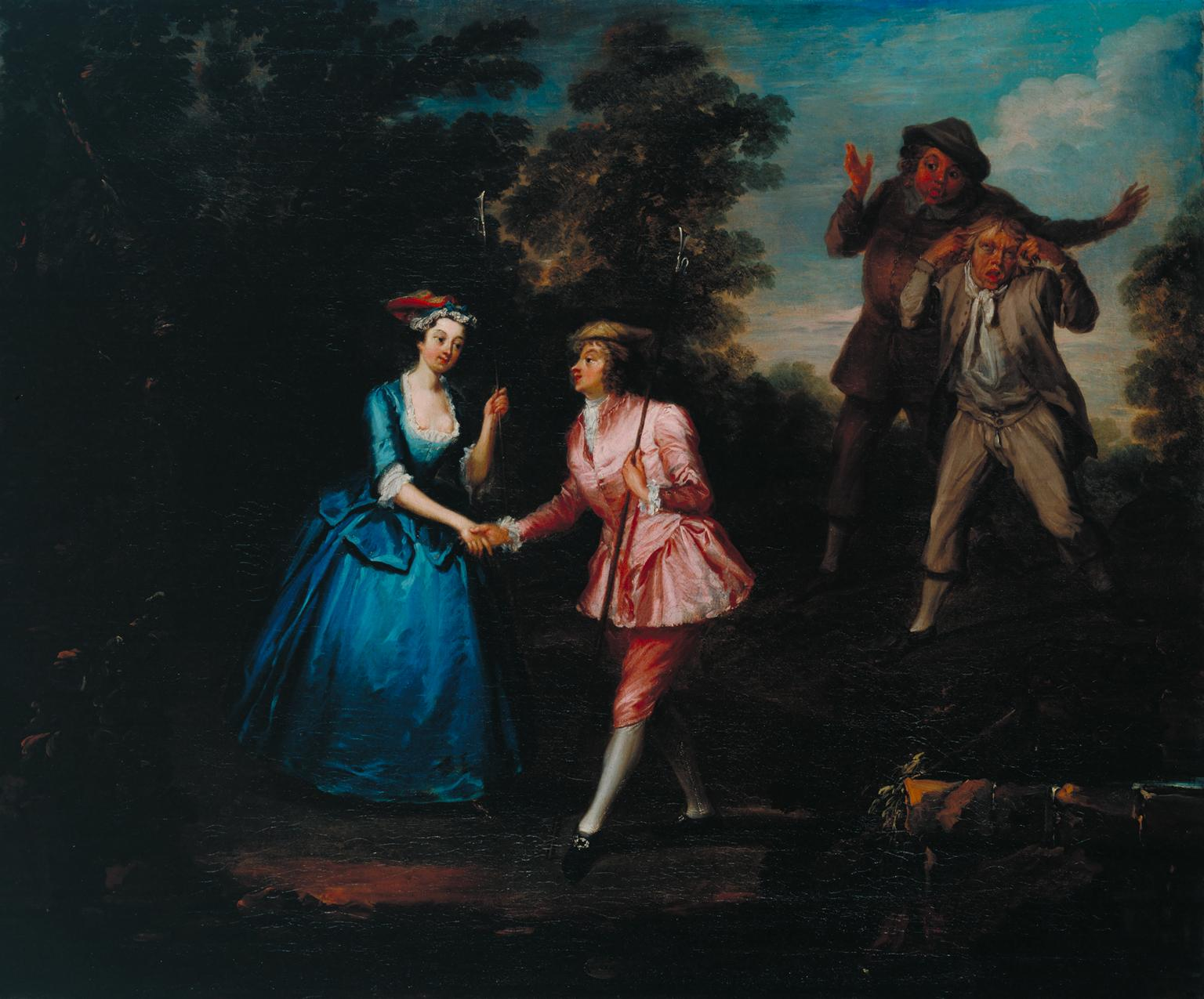
William Jones: Scéna ze hry Damon and Phillida.

### Próza
- An apology for the life of Mr. Colley Cibber (1740)
- The character and conduct of Cicero considered (1747)
- A letter from Mr. Cibber to Mr. Pope (1742)

### Poesie
- The Blind Boy

### Divadelní hry
- Love's Last Shift (komedie, January 1696)
- Woman's Wit (komedie, 1697)
- Xerxes (tragédie, 1699)
- Richard III. (tragédie, 1699)
- Love Makes a Man (komedie, 1700)
- The School Boy (komedie, 1702)
- She Would and She Would Not (komedie, 1702)
- The Careless Husband (komedie, 1704)
- Perolla and Izadora (tragédie, 1705)
- The Comical Lovers (komedie, 1707)
- The Double Gallant (komedie, 1707)
- The Lady's Last Stake (komedie, 1707)
- The Rival Fools (komedie, 1709)
- The Rival Queans (tragikomedie, parodie na hru Nathaniela Lee)
- Ximena (tragédie, 1712)
- Venus and Adonis (maska, 1715)
- Myrtillo (pastorela, 1715)
- The Non-Juror (komedie, 1717)
- The Refusal (komedie, 1721)
- Cæsar in Egypt (tragédie, 1724)
- The Provoked Husband (komedie, 1728)
- Love in a Riddle (pastorela, 1729)
- Damon and Phillida (pastorální farce, 1729)
- Papal Tyranny in the Reign of King John (tragédie, Covent Garden, 1745)